# 明治製菓
明治製菓株式会社（めいじせいか）は、明治ホールディングス傘下の医療用専業の医薬品メーカーであるMeiji Seika ファルマの1916年10月9日から2011年3月31日までの旧商号である。
社名の通り、菓子類を中心とした各種食品の製造販売業者として一般に広く認知されていた一方、現行事業である薬品部門についても有数の規模を持つという特色のある企業であり、薬品部門が売上高で全体の28%、営業利益ベースでは59%（2010年3月期）を占めるまでになっていた。
2009年4月1日には、グループ企業ではなかったものの、同根（同門）企業である明治乳業と共同持株会社「明治ホールディングス株式会社」を設立し、明治製菓は明治ホールディングスの完全子会社となった。経営統合後はブランドマークも変更され、2009年7月から明治グループ共通スローガン「明日をもっとおいしく」が導入された。
さらに2011年4月1日より明治乳業との間で事業再編を行い、菓子・食品・一般用医薬品（主にイソジンうがい薬など）事業については、明治乳業から商号変更した株式会社明治へ移管され、明治製菓は医療用医薬品事業に特化した、Meiji Seika ファルマ株式会社へ商号変更した。この一連の経営統合・事業再編によって、明治グループの食品事業は株式会社 明治に一本化されることになった。

## 特色

2009年3月まで使用されたロゴ。亀倉雄策デザイン。

大正年間から販売されている「明治ミルクチョコレート」は、長年親しまれている。また、社名に「製菓」とついているが、薬品事業にも進出。「イソジン」ブランドのうがい薬や医療用抗生物質、殺菌剤や除草剤などの農薬も製造、販売する。またスポーツクラブの経営にも携わっている。
2002年1月からは、経営統合前の企業キャッチコピーは"Open!"（食品部門は『おいしさOpen!』、医薬部門は『健康Open!』）。テレビのCMではこのキャッチコピーのナレーションとともに箱のジッパー部を開ける音が入る。30秒版ではそのCMの最後に「Meiji」のサウンドロゴが流れる。
2009年7月から放映の「マカの元気」の新CM以降、新ブランドロゴを導入した新仕様に変更。"Open!"のナレーションとお菓子を開ける音に変更はないが、15秒版では冒頭のキャッチコピー、30秒版では最後のキャッチコピーがグループスローガンである『明日をもっとおいしく』に変更（30秒版の冒頭のキャッチコピーは『Open!』のまま）。また、30秒版CMの最後に流れるサウンドロゴも新しくなった。
また、ブランドロゴマーク（CI）の統一に伴い、2009年の「meijiチョコレートカップ」から、スポンサークレジットが従来の「Meiji」から「meiji 明治製菓」に変更された（キリンビール・キリンビバレッジと同じケースである）。新ロゴマーク「meiji」のmは生クリームがかかりおいしそう、eは笑顔、ijiは母が子を抱えるように見えるというイメージより由来する。
新ロゴマーク導入の第1号商品は2009年7月発売の「マカの元気」である。

## 沿革
- 1916年（大正5年）
  - 10月9日 - 東京菓子株式会社設立。

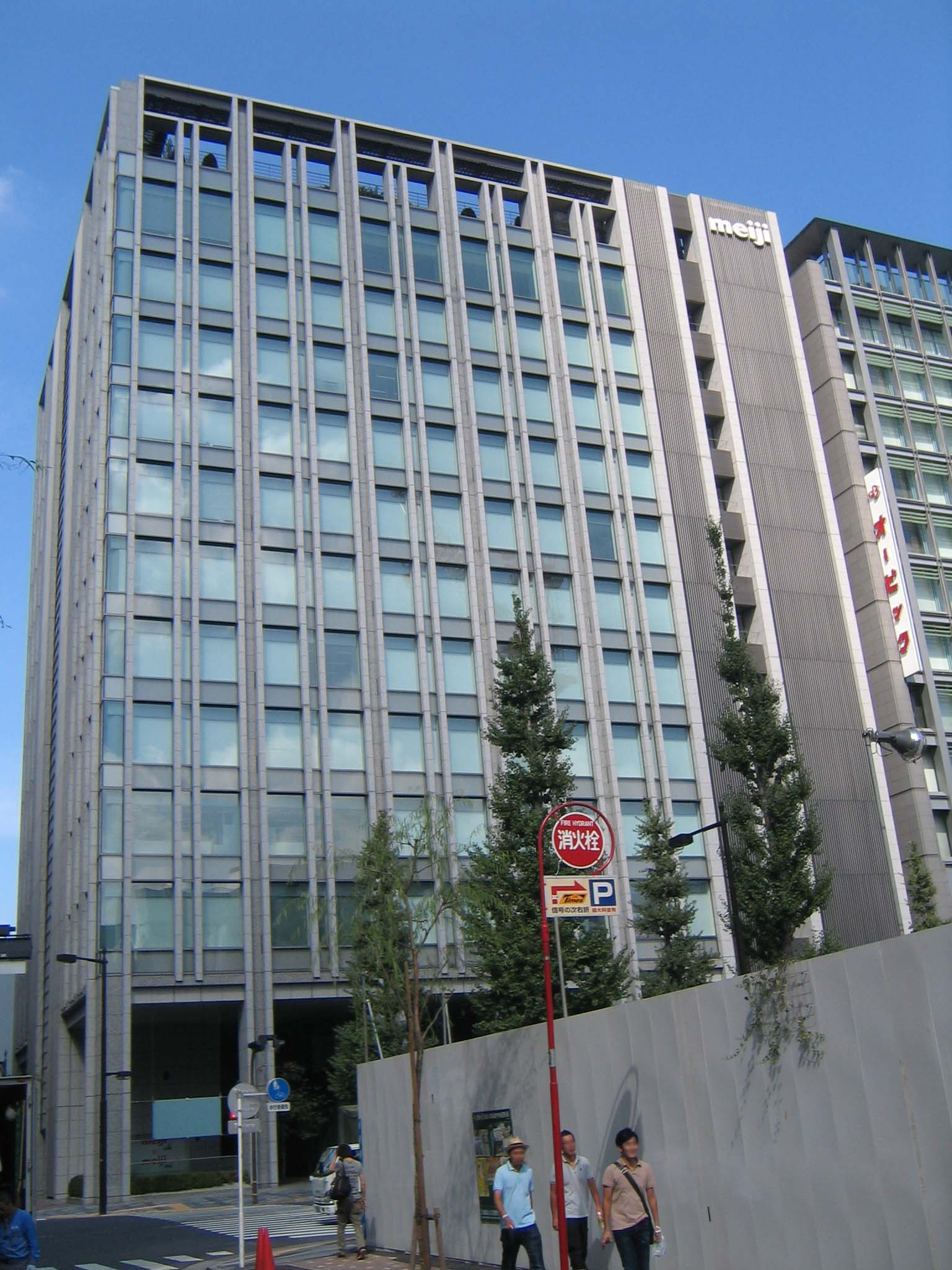
旧・明治製菓本社が入っていた明治ホールディングス本社ビル（東京都中央区京橋）。後身のMeiji Seika ファルマの本社が引き続き入っている。

  - 12月6日 - 明治製糖（現在の大日本明治製糖）の製菓部門として、大正製菓株式会社設立。
- 1917年（大正6年）
  - 3月20日 - 大正製菓株式会社を合併。資本金250万円となる。
  - 9月15日 - 東京府豊多摩郡大久保町（現在の東京都新宿区）に大久保工場を開設（1930年閉鎖）。
  - 11月 - キャラメル、ビスケット、キャンデーを発売。
- 1918年（大正7年）5月 - チョコレートを発売。
- 1919年（大正8年）9月 - 神奈川県川崎市に川崎工場を建設（1989年閉鎖）。
- 1920年（大正9年）12月1日 - 房総煉乳株式会社を合併。
- 1921年（大正10年）7月 - 「カルミン」発売。
- 1924年（大正13年）9月1日 - 商号を明治製菓株式会社に変更。
- 1926年（大正15年）
  - 9月13日 - 「ミルクチョコレート」発売。
  - 10月 - 「明治ココア」発売。
- 1927年（昭和2年）10月 - 「サイコロキャラメル」発売。
- 1929年（昭和4年） - 「ミルクキャラメル」発売。
- 1933年（昭和8年） - 本社を東京市京橋区京橋（現在の東京都中央区京橋）に移転。
- 1934年（昭和9年） - 「クリームキャラメル」発売。
- 1935年（昭和10年）12月16日 - 極東煉乳株式会社の経営に参加。
- 1936年（昭和11年）
  - 缶詰の製造開始。
  - 4月1日 - 函館菓子製造株式会社を合併し、函館工場とする。
  - 10月8日 - 藤枝工場操業開始[2]。（1969年に東海工場へ移転）
  - 11月13日 - 福岡県戸畑市（現在の北九州市戸畑区）に戸畑工場を建設（2003年閉鎖）。
- 1939年（昭和14年） - 神戸工場開設。
- 1940年（昭和15年） - 鴨宮工場（後の小田原工場）開設。乳業部門を明治乳業へ委託する（1943年9月全面譲渡）。
- 1943年（昭和18年）12月15日 - 商号を明治産業株式会社に変更。
- 1946年（昭和21年）
  - 3月 - 鴨宮工場と五日市工場で漬物の製造を開始。
  - 11月 - ペニシリンの製造開始。
- 1947年（昭和22年）4月30日 - 再び商号を明治製菓株式会社に変更。
- 1950年（昭和25年） - 抗生物質「ストレプトマイシン」発売。
- 1951年（昭和26年） - 「ミルクチョコレート」の製造再開。
- 1952年（昭和27年） - 「バタービスケット」発売。
- 1954年（昭和29年）4月28日 - 日本初の缶ジュース「明治天然オレンジジュース」発売[3]。
- 1955年（昭和30年）4月 - 大阪工場開設。
- 1957年（昭和32年）1月 - 「ミルクチョコレートデラックス」発売。
- 1958年（昭和33年）
  - 4月 - 淀川工場開設。
  - 5月 - 抗生物質「カナマイシン」発売。
- 1961年（昭和36年）
  - 2月 - 「マーブルチョコレート」発売。
  - 植物成長調整剤「ジベレリン」発売。
  - 外用消毒剤「イソジン」発売。
- 1962年（昭和37年）
  - 1月 - 「ハイミルクチョコレート」発売。
  - 7月 - 「アーモンドチョコレート」発売。
- 1963年（昭和38年）
  - 1月5日 - テレビ番組『鉄腕アトム』（フジテレビ系）放送開始。
  - 3月 - 水虫薬「ポリック」を発売。
  - 10月 - 足柄工場開設（1998年閉鎖）。
- 1965年（昭和40年）11月 - 「チョコベビー」発売。
- 1966年（昭和41年） - 「ヨーグルトキャラメル」発売。
- 1967年（昭和42年）
  - 2月 - 「チョコバー」発売。
  - 8月 - チョコレート「ストロベリークリーム」発売。
- 1968年（昭和43年）7月 - 日本初のスナック菓子「カール」発売。
- 1969年（昭和44年） 
  - 8月 - 「アポロチョコレート」発売。
  - 11月11日 - 東海工場操業開始[2]。
- 1971年（昭和46年）
  - 5月 - 岐阜工場建設。
  - 11月 - 「チェルシー」発売。
- 1972年（昭和47年）4月1日 - 明治商事株式会社を合併。
- 1973年（昭和48年） - 「セシリア」を発売し、健康食品事業へ進出。
- 1974年（昭和49年） - 明治製菓シンガポールを開設し、海外へ進出。
- 1975年（昭和50年）9月 - チョコスナック「きのこの山」発売。
- 1976年（昭和51年）
  - 2月 - 北上工場開設。
  - 9月 - 「ポポロン」発売。
- 1979年（昭和54年）
  - 3月 - 錠菓「ヨーグレット」発売。関東工場建設。
  - チョコスナック「ヤンヤン」「たけのこの里」発売。
- 1980年（昭和55年）
  - 1月 - 「ザバス」シリーズ発売。
  - 2月 - 錠菓「ハイレモン」発売。
  - 6月 - 「コーラアップ」発売。
- 1981年（昭和56年） - 抗生物質「ホスミシン」発売。
- 1982年（昭和57年）10月 - 明治製菓単独提供による医療情報テレビ番組『医食同源』（テレビ東京系）放映開始。
- 1983年（昭和58年） - 「イソジンうがい薬」発売。
- 1984年（昭和59年） - オリゴ糖シロップ「メイオリゴ」を発売し、健康食品部門を強化。
- 1985年（昭和60年） - 胃潰瘍治療薬「クラスト」発売。
- 1987年（昭和62年） - 抗生物質「メイシリン」発売。脳循環・代謝改善薬「アポデール」発売。
- 1988年（昭和63年）7月 - 「果汁グミ」発売。
- 1990年（平成2年）12月 - 抗生物質「ハベカシン」発売。
- 1991年（平成3年） - スポーツプラザ大阪を開業し、フィットネス事業へ進出。
- 1993年（平成5年） - 「メルティーキッス」発売。冬季限定商品ながら爆発的な人気を得る。
- 1994年（平成6年） - 抗生物質「メイアクト」発売。明治乳業とのコラボ商品、「きのこの山アイスクリーム」発売、「銀座カリー」発売。
- 1995年（平成7年） - 川崎工場跡地にオフィスビルソリッドスクエア完成。
- 1996年（平成8年） - 「ガルボ」発売。
- 1997年（平成9年） - 日本初のキシリトールガム「キシリッシュ」発売。
- 1998年（平成10年） - 「チョコレート効果」発売。カンパニー制導入。
- 1999年（平成11年） - 抗うつ薬「デプロメール」発売。「フラン」発売。
- 2000年（平成12年）9月 - 新たにカルシウム吸収促進作用をプラスした「メイオリゴW」発売。
- 2001年（平成13年）10月 - バイエル薬品と販売に関する業務提携を結び、解熱鎮痛薬「バイエルアスピリン」を発売。
- 2001年（平成13年） - ヘルスケアカンパニー発足。
- 2002年（平成14年） - 「アミノコラーゲン」発売。
- 2002年（平成14年）12月 - 合成抗菌薬「スオード」発売。
- 2003年（平成15年）2月 - エーザイの動物薬事業を譲受。
- 2003年（平成15年）4月 - P&Gが発売する「プリングルズ」の日本における販売で提携を結ぶ。2005年4月に提携をさらに2年間、2007年5月にさらに3年間延長。
- 2004年（平成16年）6月 - 第一製薬（現・第一三共）並びに第一ファインケミカル（現・協和ファーマケミカル）の動物薬事業を譲受。
- 2004年（平成16年）11月 - 京橋二丁目に新本社ビル竣工。
- 2005年（平成17年）8月 - 「カシス-i」発売。
- 2005年（平成17年） - フード&ヘルスケアカンパニー発足。
- 2007年（平成19年）
  - 9月 - 「北海道チョコポテト」発売。
  - 10月 - 携帯できる粉末タイプのうがい薬「イソジンうがい薬 ハンディタイプ」発売。
- 2008年（平成20年）1月 - 「コーラアップ」をハードタイプグミとして再発売。ポッカコーポレーション（現・ポッカサッポロフード&ビバレッジ）と資本・業務提携を結ぶ。
- 2008年（平成20年）8月 - 道頓堀にカールの巨大看板を設置。「ガルポチップス」発売。
- 2008年（平成20年）9月 - 「コクがおいしいミルクココア」発売。
- 2008年（平成20年） - 後発医薬品事業に参入。
- 2009年（平成21年）
  - 4月 - 明治乳業と共同持株会社「明治ホールディングス株式会社」を設立し、明治製菓は明治ホールディングスの完全子会社となる。
  - 7月 - 明治グループ共通のブランドスローガン「明日をもっとおいしく」を制定。
  - 8月 - 「チップチョップ」発売。
  - 9月 - ポッカコーポレーションと共同開発したコーヒー・ココア飲料「ココプレッソ」発売。38年ぶりに「ミルクチョコレート」を刷新。
- 2011年（平成23年）2月 - 大阪工場に明治ミルクチョコレート型の巨大看板「ビッグミルチ」が登場、話題となる。
- 2011年（平成23年）
  - 3月11日 - 14時46分、東北地方太平洋沖地震（東日本大震災）発生。北上工場が被災したほか、東京本社や関東地方の工場・研究所も震災の影響を受け、一部で一時操業停止となった。また、テレビ・ラジオCMおよび番組提供を一時自粛。
  - 4月1日 - 明治グループの事業再編に伴い、商号を「Meiji Seika ファルマ株式会社」に変更、医療用薬品事業部門に特化。菓子・食品・一般用薬品部門は「株式会社明治」（明治乳業から商号変更）へ移管された。

## 発売されていた製品
※2017年3月時点。太字は新法人明治で継続して発売。

### 菓子
チョコレート
- 明治ミルクチョコレート
- きのこの山・たけのこの里
- フラン
- 明治アーモンドチョコレート・明治マカダミアチョコレート
- メルティーキッス
- ガルボ
- ホルン
- プッカ
- チョコレート効果
- アポロ
- ツインクル
- ヤンヤンつけボー（以前は、「つけチョコヤンヤン」という商品名で発売していた。）
- コロット
- シュークッキー
- プレミアムシングル

スナック
- カール
- ピックアップ[4]
- 北海道ポテト
- ポテトスティック
- プリングルズ（成形ポテトチップス）

ビスケット
- マクビティ
- コパン

キャンデー
- 明治キャラメル
- サイコロキャラメル
- チェルシー
- コーラアップ
- 果汁グミ
- ポイフル
- ヨーグレット（ハイレモンと共にタブレットのヨーグルト味のラムネ）
- ハイレモン（ヨーグレットのレモン味）
- おいしくうるおうのど飴

ガム
- キシリッシュ
- MINTZ（ミンツ）
- スイーツガム

キッズ・ファンシー
- マーブル
- コーヒービート
- アポロ
- チョコベビー

亀田製菓とのコラボ商品
- アーモンド亀田の柿の種クランチ

#### 終売になった製品
- 明治チョコバー - 1967年発売、石坂浩二の『痛快まるかじり』のCMが一世を風靡した。
- チョコバーテキサス
- エクセル
- デュエット
- トラッド
- トルテ
- ショコラオーレ
- フーア
- デラ
- リミット
- カメタン
- クローバー
- 明治キャンデースナック「白い花」と「木の葉」
- 明治クリームチョコレート
- 明治チョコボウ
- 明治ツイニー
- 明治ショコラクール - 冷凍庫で冷やして食べるチョコレート
- アクア - 上記商品の後継品
- 明治チョコレートやわらか
- 明治チョコバーbody
- 明治ピックアップ
- スーパーマンシリーズチョコレート
- なんきんまね
- ぼくらの先生
- おばけランド
- 天ぷらやさん
- ギュッテ
- こいも
- もろこし村
- いも作くん
- おやちゃい
- ハイスコア
- すぎのこ村
- ショパン - チョコ菓子。意味は「ショコラ（チョコレート）を乗せたパン（CHO-PAN）」であり、作曲家のショパンが語源ではない。
- 北海道チョコポテト
- オレンジアップ
- イチゴアップ
- KAON -果音-（結晶グミ）
- ナチュレット
- ラッキー
- 明治アメリカンチップス
- カールスティック
- 明治スピリッツヨーグルトガム
- チップチョップ
- ザ・コーン
- カルミン
- ポポロン
- かるかったウエハー

ほか

### 食品
ココア
- コクがおいしいミルクココア
- テオブロココア

カレー
- キンケイ印 銀座カリー ／ ハヤシ ／ シチュウシリーズ
- マジックスパイス

スープ
- 中華スープ
- まるごと野菜
- JALスープ - 日本航空インターナショナルと共同開発したインスタントスープ。

飲料
- 明治天然オレンジジュース（日本初の缶ジュース）
- ココプレッソ
当社のココア事業とポッカコーポレーションのコーヒー事業のノウハウを生かしてつくった「コーヒー・ココア飲料」。
- 朝のとろ〜りスムージー
- 明治コーヒー
- DON
- ブレンドコーヒー

おでん
- おでん横丁

以下は終売
- ファミリーナ（1970年代後期に発売されたココアで、普通の粉末のココアパウダーの他に付随される「ミルクの玉」なる物があってそれも一緒に入れるのが特徴。
- 合格君ココア（DHA配合牛乳用調整ココア）
- シュライト オレンジ・グレープ・サイダー（炭酸飲料）
砂糖不使用の低カロリー飲料の元祖。
- 金鶏印 銀座カリーの素（カレールゥ）
- 銀座洋食
- ハッスルチキンカレー
- ハッスルポークカレー

缶詰
- みかんなど、果物の缶詰が発売されていたが、終売。終売により缶詰事業より撤退。

### 健康・美容
ダイエット&ビューティー
- アミノコラーゲン
- カシスi
- パーフェクトプラス

サプリメント
- ローラ

特定保健用食品
- メイオリゴW

栄養機能食品
- マカの元気

ほか
以下は終売
- 明治ののど飴
- カラダナビ（高齢者向けサプリメント）
- 自作自慢
新品のジーンズを1晩浸すだけでオリジナルヴィンテージジーンズが出来る、ジーンズ洗浄加工剤。販売店限定品。

ほか

### スポーツ

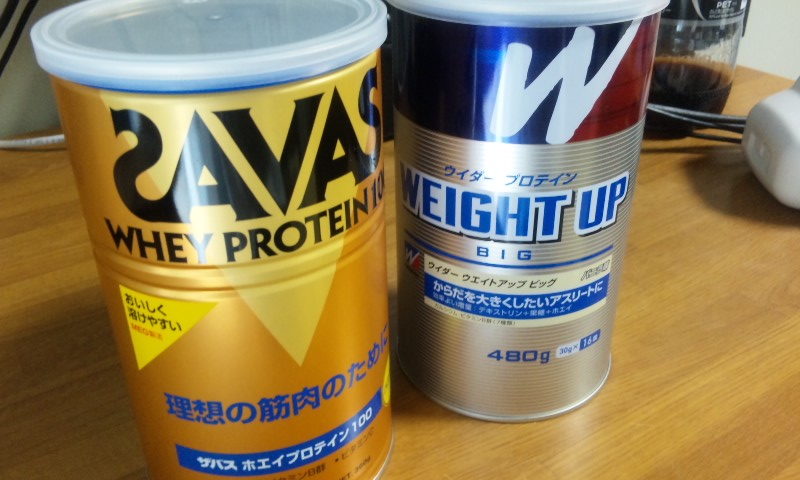
右側がウィダー、左側はザバス

- ザバス

### 医薬品
一般用医薬品
- イソジン

ほか
以下は終売
- バイエルアスピリン（解熱鎮痛剤）
日本薬局方アセチルサリチル酸錠（単味剤）。（製造販売元：バイエル薬品）
- アルカセルツァー
バイエルアスピリンの発泡錠。水に溶かして服用。（製造販売元：バイエル薬品）
- バイクリアプラス（水虫薬）（製造販売元：バイエル薬品）
- スコービオ（水虫薬）（製造販売元：バイエル薬品）
- 水虫薬ポリック
- 明治Sトローチ

ほか
医療用医薬品
- ビクシリン（一般名：アンピシリン）
βラクタム系抗生物質。
- メイアクト（一般名：セフジトレンピボキシル 略号：CDTR-PI）
セフェム系経口抗生物質。イメージキャラクターはくじらのエール君、メイちゃん。
- デプロメール（一般名：フルボキサミン）
日本初のSSRI（選択的セロトニン再取り込み阻害薬）として発売された。イメージキャラクターはマンボウ。
- メイラックス（一般名：ロフラゼプ酸エチル） 
ベンゾジアゼピン系精神安定剤、抗不安薬。イメージキャラクターははにわ。
- ホスミシン（一般名：ホスホマイシン 略号：FOM）
ホスホマイシン系抗生物質。イメージキャラクターはキリン。
- ハベカシン（一般名：硫酸アルベカシン　略号：ABK）
アミノグリコシド系抗生物質。イメージキャラクターは象。
- オメガシン（一般名：ビアペネム 略号：BIPM）
カルバペネム系抗生物質。イメージキャラクターはゴリラのビアコング
- スオード（一般名：プルリフロキサシン 略号：PUFX）
ニューキノロン系抗生物質。英語の刀【sword】から命名されている。イメージキャラクターは侍。
- エバステル（一般名：エバスチン）
第二世代抗ヒスタミン薬
- イソジン（一般名：ポビドンヨード）
外用殺菌消毒薬。液、ゲル、手術用液の他、含嗽剤としてイソジンガーグル、床ずれ治療薬として精製白糖との混合剤であるイソジンシュガーパスタがある。1985年以来、イメージキャラクターとしてカバの「カバくん」を使用している。
- ペニシリン明治
- カナマイシン軟膏・眼軟膏明治
- SPトローチ

ほか

### 農業資材
- オリゼメート（一般名：プロベナゾール【農薬】
いもち病防除剤。
- Dr.オリゼ【農薬】
「オリゼメート」の育苗箱施用専用剤（箱粒剤）。害虫も同時防除できる、殺虫剤との混合剤もある。
- ハービー液剤（一般名：ビアラホス）【農薬】
土から生まれたバイオ除草剤。ハダニ防除効果もある。
- ハーモメイト水溶剤（一般名：炭酸水素ナトリウム）【農薬】
有機栽培に使用できる農業用殺菌剤。明治乳業からの導入品。
- インプレッション水和剤（一般名：バチルス　ズブチリス）【農薬】
生物殺菌剤。有機栽培に使用可。エス・ディー・エス　バイオテックからの導入品。
- アグレプト水和剤（一般名：ストレプトマイシン）【農薬】
農業用抗生物質剤。
- ジベレリン明治【農薬】

ほか
以下は終売
- 明治ハービエース水溶剤・液剤（一般名：ビアラホス）【農薬】
土から生まれたバイオ除草剤。液剤は医薬用外劇物に指定されている。

ほか

## 兄弟・主要系列会社
- 明治機械（元明治製糖傘下。後に株式会社河原の傘下となった。現在は明治製菓が再び筆頭株主となり再建中）
- 日本甜菜製糖（サトウダイコンが主原料の製糖業者。詳細は下記にて説明。）
- 昭和ゴム（フェニックス・キャピタルグループの傘下）
- 明治フードマテリア（旧明治製糖グループの総合商社「明商」、現在は明治製菓全額出資を経て明治ホールディングスの事業会社（間接子会社）に。それを機に、本社を明治乳業内へ移転）
- 明治産業（明治製菓の子会社、主にオルビスなどの通販商品のうち食品関連商品などを取り扱う専門商社）
- 明治スポーツプラザ（スポーツクラブの運営。2013年、セントラルスポーツへ売却し、グループから離脱）
- マルチフッド・インターナショナル（スナイダーズなど海外製菓子の輸入）
- 明治チューインガム（キシリッシュ、等、製菓ブランド（生産受託）の他、すっぱいぶどうにご用心、等、独自ブランドのチューインガム、キャンデー、食玩を製造）[5]
- ポッカコーポレーション

### 旧明治製糖グループ
かつてはグループ全社、2008年度までの明治製菓のロゴを使用していた。
明治製糖（現在の大日本明治製糖）
かつての親会社（母体企業）。現在はほとんど関係はない（大日本明治製糖が三菱グループなのに対し明治製菓は第一勧銀グループ→みずほグループ）。三菱商事全額出資子会社。
明治乳業
明治製菓と同じく明治製糖の一事業部が独立した企業、いわゆる兄弟企業。乳業界最大手。明治製菓と旧・明治商事（後に明治製菓へ統合）の乳業部門を引き継ぐ。しばらく独立した企業として運営されつつも業務提携会社であった。株式の約4%を保有していた。離乳食なども製造している。1986年に独自のCIを導入するまでは、明治製菓のロゴを使用していた。
明治乳業と明治製菓は、両社の食材が活かされた明治乳業のアイスクリーム、明治乳業のヨーグルトを生かしたキャンディーというように、協力し合った商品開発を行ってきた。明治ケンコーハムは乳業の子会社（製菓とは無関係）。
2009年4月1日をもって両社は株式移転による共同持株会社「明治ホールディングス」を設立し、経営統合を実施した。さらに2011年4月1日には事業統合・再編が行われ、「株式会社明治」（食品事業：旧明治乳業）と「Meiji seika ファルマ株式会社」（医薬品事業：旧明治製菓）の2社が設立された。
旧明治製糖との関係は、分離した企業という歴史的経緯はあるが、はるか昔のことであり、経営統合が発表される以前までは、いわゆるグループといわれるような関係はほとんどなかった。
日本甜菜製糖
明治製糖の子会社として設立。いくつかの再編を経て現在の法人となる。現在は明治製菓が筆頭株主で、明治乳業の資本も入っている。しかし、事業面では大日本明治製糖との提携関係は継続している。
なお、明治屋・明治安田生命・明治大学・明治学院大学・明治薬品・明治図書出版・明治時計などとは何の関係も無い。

## 主な製造・研究拠点

### フード&ヘルスケア事業
関東工場（埼玉県坂戸市） 食料健康総合研究所を併設
チョコレート、カールをはじめ、フラン、ブラックプレシャスカカオ等の新製品も製造する。
東海工場（静岡県藤枝市）
主にアーモンドチョコレートやチェルシーを製造する。
大阪工場（大阪府高槻市）
チョコレート・ビスケット・スナックなど約50品目ほどの製品を生産する。2011年2月にミルクチョコレート型巨大看板が登場し話題となった。

### 薬品事業
北上工場（岩手県北上市）
抗生物質、抗不安剤、鎮痛消炎剤等の原薬を生産し、小田原工場に供給する。
小田原工場（神奈川県小田原市）
注射剤、経口剤、外用剤（イソジン液、イソジンガーグル）を製造する。
岐阜工場（岐阜県本巣郡北方町）
抗生物質や酵素などを生産する。
横浜研究所（横浜市港北区）
創薬研究部門、医薬開発部門、生物産業研究所がある。

### 閉鎖された拠点
川崎工場 (神奈川県川崎市)
1919年に開業した歴史のある工場であったが1989年に閉鎖。現在はソリッドスクエアが建つ。
足柄工場（神奈川県小田原市）
原薬製造工場であったが、1998年（平成10年）に閉鎖。
藤枝工場（静岡県藤枝市）
1936年、藤枝駅南口に開設され、缶詰の製造から始まり、製菓の生産に移行したが、1969年、東海工場の操業開始と同時に閉鎖された。
戸畑工場（福岡県北九州市戸畑区）
菓子製造の生産拠点であったが、2003年（平成15年）9月をもって閉鎖され、東海工場に統合された。
淀川工場（大阪市西淀川区）
経口製剤製造の生産拠点であったが、2004年（平成16年）12月をもって閉鎖され、小田原工場に統合された。
広島工場（広島市佐伯区）
1938年（昭和13年）にみかん缶詰の製造工場として開設。その後はキャラメルや薬品、しいたけやなめこの種駒と製品を変えて稼働していたが、1993年（平成5年）に閉鎖。五日市駅に近い立地であったことから、跡地は大型高層マンション群となっている。

### 分社化された拠点
函館工場（北海道函館市）
1980年（昭和55年）10月から道南食品に改組、分社化された。明治が100%出資の子会社。

## CMソング
2011年には「明治製菓CMコレクション DVD」が発売された（#DVD「明治製菓CMコレクション」を参照）。
- 「あの日のチョコレート」（作詞：藤岡敏子・作曲：佐藤アオバ・歌：刈谷絹子）
1933年発表[7]。ポリドール（現：ユニバーサルミュージック）から発売。東京朝日新聞の公募による明治チョコレートの宣伝曲。ブラジルコーヒーの宣伝曲「夢のブラジル」とのカップリングでレコード化され、当時で数万枚を売り上げた[8]。
- 「僕は天下の人気者」（作詞：清水みのる・作曲：竹岡信幸・歌：古川ロッパ）
1934年、ポリドールから発売。明治キャラメルとのタイアップ曲。
- 「いとしのデラ」（作詞：山上路夫・作曲：すぎやまこういち・歌：ザ・タイガース）
ザ・タイガースによる明治チョコレートのCMソング。1968年に実施された「タイガース・デラ・プレゼント」のプレゼントソノシート『THE TIGERS RECORD SHEET』に「明治チョコレート・テーマ」と共に収録された。ちなみに“デラ”とは、明治デラックスチョコレートにちなんで命名された。
2002年発売の『ザ・タイガース レア&モア・コレクション III〜ノベルティ・レコード編〜』にてCD化された。
- 「明治チョコレート・テーマ（別題：チョコレートは明治、明治チョコレートの歌、明治チョコレートのテーマ）」（作詞・作曲：いずみたく）
1966年発表[9]。「チョコレートは明治」のフレーズで知られるこのCMソングは、スリー・グレイセス（デラックス）、由紀さおり（ハイミルク）、デューク・エイセス（ブラック）の3組によって最初に歌われた[10]。その後、ザ・タイガース、シュープリームス、野口五郎、中山美穂、中森明菜、Wink、藤井フミヤ、上原多香子、桑田佳祐、香取慎吾、小泉今日子、広末涼子、木下優樹菜、村上知子、TAKAHIRO(EXILE)、松本潤(嵐)らが同曲をカバーするCMが放送されている。
なお、同曲のサンプリングナンバーとして、シンガーソングライターアカシモモカの作品「乙女心の真髄はショコラテ日和の秘密作戦にあり。」が存在する。また、ザ・タイガースとスリー・グレイセスの歌唱版はそれぞれCD化された。
- 「明治ハイミルクの歌」（作詞：岡田冨美子・作曲：すぎやまこういち・歌：あいざき進也）
- 「いいもんだな故郷（ふるさと）は」（作詞：高杉治朗・作曲：川口真）
三橋美智也が歌ったものが最もよく知られるカールのCMソング。詳細はカール (スナック菓子)#CMを参照。

## 関連人物

### 創立者
- 相馬半治
- 有嶋健助

### 在籍した人物
- 内田誠 - 随筆家、歌人
- 杉浦克己 (栄養学者) - 立教大学コミュニティ福祉学部教授
- 森田克徳 - 静岡県立大学経営情報学部准教授

### CM出演タレント

#### 女性
- 相沢紗世 - メルティーキッス、Fran（フラン）、果汁グミ
- 安室奈美恵 - フラン、ギュッテ
- 新垣結衣 - 2004年クリスマス・2005年バレンタイン手作りチョコレート（夏帆・大沢あかねと共演、後に同業者のグリコのCMに出演、企業再編後の新法人のCMに再起用）
- あべ静江 - 明治フレンチパイ
- 井上真央 - Panky（パンキー）、2008年度手作りチョコレート、果汁グミ
- 今井美樹 - 明治ミルクチョコレート、明治メルティーキッス
- 岩崎良美 - カール、明治マイレコード、パイボール、ほか
- Wink - 明治マーブルチョコレート、明治ディーディー、明治フレッシュ、明治トラッド、明治ピックアップ
- 上原ゆかり - 明治マーブルチョコレート
- 蛯原友里 - Fran（フラン）、KAON 果音（カオン）
- 絵梨華 - 明治チョコレート
- 遠藤久美子 - プッカ（ナインティナインと共演）
- 大沢あかね - 2004年クリスマス・2005年バレンタイン手作りチョコレート（新垣結衣・夏帆と共演）
- 奥村チヨ - 明治ストロベリーチョコレート
- 加賀まりこ - 明治チョコレートアルファ
- 加藤幸子 - ゼリーソーダー
- 夏帆 - 2004年クリスマス・2005年バレンタイン手作りチョコレート（新垣結衣・大沢あかねと共演、後に同業者のロッテのCMに出演）
- 木下優樹菜 - きのこの山（2008年）、たけのこの里（2009年）、2008年クリスマス・2009年バレンタイン手作りチョコレート（水沢エレナと共演）、果汁グミ（2009年）、ミルクチョコレート、アミノコラーゲン ボーテ ※明治製菓最終CM（2011年3月）
- 木村カエラ - キシリッシュ
- 楠田枝里子 - チョコレート効果（おぎやはぎと共演）
- 小泉今日子 - ミルクチョコレート
- 小松菜奈 - ガルボ
- 小雪 - 銀座スヰート
- 沢尻エリカ - Fran（フラン）、2007年度手作りチョコレート、XYLISH（キシリッシュ）「XYLISH SHOW!」（メイン）
- 水前寺清子‐明治ストロベリーチョコレート
- 鈴木瑠華 - もぎもぎフルーツグミ
- SPEED - きのこの山・たけのこの里、クリフ、fooa（フーア）、Dance（ダンス）、手作りチョコレート、ほか
  - 上原多香子 - チェルシー、ガルボ、マカダミアナッツ、ミルクチョコレート
- 瀬戸朝香 - カール（宇崎竜童と共演）、リミット
- 竹内結子 - グミキャンデーQun（キュン）
- 団令子 - 明治JPチョコレート
- 土屋巴瑞季 - 2011年「手作りバレンタイン」キャンペーン（仲里依紗・橋本愛と共演）
- 寺島咲 - 企業CM　Sweet Life 「アルバム」編
- 中谷美紀 - XYLISH（キシリッシュ）、明治メルティーキッス
- 中森明菜 - 明治チョコレート、明治ラッキー
- 中山美穂 - 明治アーモンドチョコレート
- 仲里依紗 - 2011年「手作りバレンタイン」キャンペーン（土屋巴瑞季・橋本愛と共演）
- 橋本愛 - 2011年「手作りバレンタイン」キャンペーン（仲里依紗・土屋巴瑞季と共演）
- 樋口可南子 - テオブロココア（仲畑貴志と共演）
- ザ・ピーナッツ - 明治の缶詰、明治天然オレンジジュース
- 広末涼子 - ガルボチップス、ミルクチョコレート、キシリッシュ、メルティーキッス、のど飴フルーツ、ガルボ、カールスティック
- 深津絵里 - 明治ポルテ
- 藤原紀香 - アミノコラーゲン、コクがおいしいミルクココア ※明治製菓最終CM（2011年3月）
- 松嶋菜々子 - フラン
- 松本莉緒 - ショパン（第5番、第7番、第11番）
- 松本友里 - ハローウッディ、いも作くん
- 水川あさみ - 明治アーモンドチョコレート、スイーツガム（ガッツ石松と共演）、ザ・コーン（さまぁ〜ずがナレーション）
- 水沢エレナ - 2008年クリスマス・2009年バレンタイン手作りチョコレート（木下優樹菜と共演）
- 光岡昌美 - 明治アーモンドチョコレート・明治マカダミアチョコレート（瑛太と共演）
- 宮崎あおい - 2006年度手作りチョコレート（後に同業者のグリコのCMに出演）
- 宮里藍 - 明治アーモンドチョコレート（兄・優作らと共演）、XYLISH+F（キシリッシュプラスエフ）
- 村上知子（森三中） - ミルクチョコレート
- 森高千里 - 明治メルティーキッス
- 山瀬まみ - 明治チョコトルテ,明治ラッキー
- 米倉涼子 - 明治アーモンドチョコレート（志村けんと共演）、明治うすまきアーモンド（山本譲二と共演）
- 若槻千夏 - きのこの山・たけのこの里
- 和田アキ子 - カール（CMソング、おらが村シリーズのアニメCMに『アッコ地蔵』として登場）

#### 男女グループ
- JUDY AND MARY - Poifull（ポイフル）
- ZOO - Poifull（ポイフル）

#### 男性
- 愛川欽也 - 金鶏印銀座カリー（1970年代）
- 東八郎 - 明治もろこし村
- 綾小路きみまろ - テオブロココア（長嶋一茂と共演）
- 荒井注 - ヤンヤン
- 石坂浩二 - 明治ミルクチョコレート、明治チョコバー『痛快まるかじり』（1968年）、ピックアップ
- いしだ壱成 - 明治アメリカンチップス（中谷美紀と共演）
- 稲垣吾郎 - ガルボチップス、明治アーモンドチョコレート、北海道チョコポテト
- 稲本潤一 - SAVAS（ザバス）「コンディショニングウォーター」
- 上原浩治 - SAVAS（ザバス）
- 宇崎竜童 - カール（瀬戸朝香と共演）
- 瑛太 - 明治アーモンドチョコレート・明治マカダミアチョコレート（光岡昌美と共演）
- EXILE - Fran（2008年は全員、2009年はホイップスにMAKIDAIが、オリジナルにHIRO・TAKAHIROが出演）
  - MATSU - たけのこの里
  - TAKAHIRO - ミルクチョコレート
- 浦和レッドダイヤモンズ所属選手（鈴木啓太、阿部勇樹、田中達也） - ザバス
- 太田光（爆笑問題） - XYLISH（キシリッシュ）MINTZ
- おぎやはぎ -チョコレート効果（楠田枝里子と共演）、XYLISH（キシリッシュ）「XYLISH SHOW!」
  - 矢作兼 - XYLISH（キシリッシュ）、木村拓哉と共演
- 織田裕二 - 明治チョコトルテ、明治ティラミス
- ガッツ石松 - スイーツガム（水川あさみと共演）
- 香取慎吾 - 明治ミルクチョコレート、ノワール
- 亀田興毅 - XYLISH（キシリッシュ）「XYLISH SHOW!」
- 岸部四郎 - 明治なんきんまね
- 木村拓哉 - XYLISH（キシリッシュ）（矢作兼（おぎやはぎ）、バナナマンなどと共演歴あり）
- GLAY - Horn（ホルン）、フランほか
- 桑田佳祐 - Chocolife（ショコライフ）
- 劇団ひとり - XYLISH（キシリッシュ）「XYLISH SHOW!」
- 小泉孝太郎 - XYLISH（キシリッシュ）
- 小出恵介 - XYLISH（キシリッシュ）「XYLISH SHOW!」
- 小宮孝泰 - プチガム・ミオ
- コロッケ - こんがりコロッケ（関東地区）、スピリッツガム（関東以外の地区）、ほか
- 坂田利夫 - きのこの山・たけのこの里
- 定岡正二 - 明治アーモンドチョコレート
- 志村けん - カール、明治アーモンドチョコレート（米倉涼子と共演）
- ザ・タイガース - 明治ミルクチョコレート、明治チョコバー
- 高橋由伸 - カールスティック
- 高橋名人 - ハイスコア（1986年）
- 滝沢秀明 - テオブロココア
- B&B ‐ コーラアップ
- たけし軍団 - 明治ラッキー（ビートたけしと共演）
- ナインティナイン - きのこの山・たけのこの里、プッカ
- 中居正広 - 明治アーモンドチョコレート、カカオスタイル
- 長嶋一茂 - テオブロココア（綾小路きみまろと共演）
- 長渕剛 - 明治body
- 西田敏行 - おでん横丁（九州地区限定）
- 西本幸雄 - 明治パイ&クッキー
- 野口五郎 - 明治ミルクチョコレート
- 萩原健一 - 明治チョコレートデュエット
- バナナマン - XYLISH（キシリッシュ）、木村拓哉と共演
- バブルガムブラザーズ - 明治ラッキー、BOW
- 少年隊 - 明治チョコレート、DELA
- 原辰徳 - ハイレモン、ヨーグレット、クール1
- ビートたけし - 明治ラッキー（たけし軍団と共演）
- 福留功男 - 明治チョコスナック ウルトラクイズ（番組を流用）
- 福山雅治 - XYLISH（キシリッシュ）
- 藤井フミヤ - 明治ツイニー、明治アーモンドチョコレート、明治マカダミアチョコレート
- デビッド・ベッカム - 明治アーモンドチョコレート、フラン
- 布袋寅泰 - ココプレッソ（「ロック部長」役）
- 南伸坊 - イチゴアップ
- 山本譲二 - 明治うすまきアーモンド（米倉涼子と共演）
- 横山やすし・西川きよし - 明治ラッキー
- 三浦春馬 - ガルボ
- 渡部篤郎 - XYLISH（キシリッシュ）、SAVAS（ザバス）

### スポンサー契約
- サムエル・ワンジル（ ケニアの陸上選手、2008年北京五輪男子マラソン金メダル）- 2008年11月11日〜2009年11月30日の1年間に当社と契約していた。2011年5月15日死去（享年24）。

### その他の関連人物
- ひこねのりお - カールおじさん等、主要キャラクターのデザイナー。
- 藤田伸哉
- 川端康成 - 川端が同人であった文芸雑誌『文學界』の広告スポンサーが明治製菓であった縁で、1933年（昭和8年）12月、明治製菓のPR雑誌『スヰート』に、少年少女小説『キャラメル兄弟』を寄稿した[11][注釈 1]。

## スポンサー番組
いずれも過去。2011年3月11日に東日本大震災が発生したため、民放各局が数日ほど報道特別番組をCMなしで放送し、一時CM放映なし（ACジャパンの公共CMなどに差し替え）及び番組での提供クレジット自粛に伴い、また明治グループの再編で商号消滅するのに伴い、全番組とも同年3月31日で一旦提供終了となった（※一部番組は『明治』に提供が移行）。
★は番組自体現在も継続中。太字は一社提供。

### テレビ
日本テレビ系列（NNN・NNS）
- ★NTV土曜ドラマ（ドラマの内容によってはヒッチハイク、カウキャッチャーやパーティシペーションにすることがある） - 当時は21時枠、当社末期の2011年1月期作品『デカワンコ』まで。現在は22時枠へ移動
- ★全国高等学校サッカー選手権大会（地方大会の予選・決勝・全国大会とも） - 2011年
- 二人でお茶を（番組テーマ曲は後に「メンメン明治のチョコレート」というCMソングとして使用される）
- 健康増進時代→Oh!診→からだ元気科 ※持ち回りスポンサー、但し番組の性格上CMは医薬品のみ。
- 木曜スペシャル
- 突撃!ヒューマン
- 西遊記・西遊記II [注釈 3]
- 鉄腕アトム（第2作）（1980年 - 1981年）
- 剛Q超児イッキマン
- ゴッドマジンガー
- ★名探偵コナン（読売テレビ製作）
- NNNスポーツニュース
- おてんば宇宙人
- 辰徳スペシャル
- テレビに出たいやつみんな来い!!
- わっ!!ツービートだ
- 歌のワイド90分!
- 午後は○○おもいッきりテレビ
- 高田・大竹・渡辺 オヤジ3人旅（中京テレビ製作）
- ドリームビジョン
- おネエ★MANS
- 魔女たちの22時
- ★天才!志村どうぶつ園
- ★特別ロードショー ☆金曜特別ロードショーの土曜編（大作および特別企画として、土曜日にも放送される場合のみ提供があった。）
- ★全国高等学校クイズ選手権（年1回）
- ★札幌国際ハーフマラソン（STV製作、隔年）  - 2010年
- 横浜国際女子駅伝→横浜国際女子マラソン（隔年） - 2011年
- どちら様も!!笑ってヨロシク

など
TBS系列（JNN）
- クイズ☆タレント名鑑 - 2011年3月6日放送分まで
- わんぱくデニス
- 7時にあいまショー
- ウエスタン・マリオネット 魔法のけん銃
- 全国ヤング歌謡フェスティバル
- 笑って!笑って!60分!!（初期）
- ガチンコ!
- キイハンター
- Gメン'75
- ケンちゃんシリーズ（『おそば屋ケンちゃん』以降）
- ちびっ子かあちゃん
- 平四郎危機一発
- 仮面ライダーシリーズ MBS製作分
- ウルトラシリーズ MBS製作分
- ズバリ言うわよ!
- 大御所ジャパン!
- ランキンの楽園（MBS製作）
- ★オールスター感謝祭（年2回）- 2010年秋（第39回）まで
- ★サン・クロレラクラシック（隔年）
- ★東レ パン・パシフィック・オープン・テニストーナメント （隔年）
- 月曜ロードショー→ザ・ロードショー→火曜ロードショー→火曜ビッグシアター
- 水曜ロードショー
- 金曜テレビの星!

ほか
フジテレビ系列（FNN・FNS）
- スイーツ Sweets 　※BSフジでも放送。 - 2011年3月
- めちゃ×2イケてるッ!（同業者の森永製菓もスポンサー） - 2011年3月5日放送分まで
- 熱血!平成教育学院 ※隔週前後半入れ替え - 2011年3月6日放送分まで
- ★めざましテレビ（※一部の系列局を除く）
- 東海テレビ制作昼の帯ドラマ（東海テレビ製作）
- 鉄腕アトム（第1作）（1963年 - 1966年）
- Astro boy 鉄腕アトム
- 悟空の大冒険
- 平岩弓枝ドラマシリーズ [注釈 3]
- ゴールデン洋画劇場
- SOUND ARENA
- MJ -MUSIC JOURNAL-
- HEY!HEY!HEY! MUSIC CHAMP
- メントレG
- はねるのトびら
- 幸せって何だっけ 〜カズカズの宝話〜
- 一攫千金!日本ルー列島
- ★世界フィギュアスケート選手権（隔年） - 2010年（※2011年は東京で開催される予定だったが、東日本大震災の影響で中止となった。[注釈 4]）
- 北海道マラソン （UHB制作、隔年[注釈 5]） - 2010年
- GIRLFRIENDS（フジテレビ721）一社提供
- らんま1/2

ほか
テレビ朝日系列（ANN）
- いきなり!黄金伝説。 - 2011年3月10日放送分まで
- つるピカハゲ丸くん
- はーいステップジュン（朝日放送製作）[注釈 6]
- 怪談レストラン
- スティッチ!シリーズ
- ★仮面ライダーシリーズ
- ★ミュージックステーション
- ★報道STATION
- 愛のエプロン
- くりぃむナントカ
- 悪魔くん
- クイズタイムショック
- 地獄先生ぬ〜べ〜 ※NTV土曜ドラマのテレビドラマ版では明治がスポンサーになっている。

ほか
テレビ東京系列（TXN）
- ★ポケットモンスターシリーズ ※一部の他系列局・BSジャパン放送分も含む。 - 『ベストウィッシュ』2011年3月31日放送分まで
- 医食同源
- ガッツヤング登場 ※ただし後番組『ヘーイ・ハーイ・ガッツ』は明星食品との二社提供
- おはようスタジオ
- キッドボックス
- 高橋名人の面白ランド
- 期間限定!ピカピカ天王洲LIVE→MUSIX!
- ★おはスタ
- ポケモン☆サンデー
- とっとこハム太郎
- きらりん☆レボリューション
- NARUTO -ナルト- 疾風伝
- おはコロシアム
- たまごっち
- RPG伝説ヘポイ[注釈 7]
- アンテナ・カフェ（BSジャパン）
- ラブ×デリ（BSジャパン）
- グッサン・カフェ〜Good Sun Cafe（BSジャパン）

山本耕史“スイートJAM”（BSジャパン）
- ★世界卓球選手権（隔年）

ほか
CS放送
- カール時報（毎日7:00、10:00、15:00、17:00の4回、キッズステーション・アニマックス・カートゥーンネットワーク）
  - 曜日や編成により放送しないものがあった。時報は7:00、15:00、17:00の旧バージョンと10:00、15:00、17:00の現在のバージョンの合計6バージョンあり、そのうち3つ（平日7:00、15:00、17:00。土・日・祝日は10:00、15:00、17:00）が流れていた。

### ラジオ
- 夜のバラード（東京放送（現：TBSラジオ）[注釈 8] 系、1966年〜1971年）
- ザ・ビートルズ（文化放送）
- ★オールナイトニッポン（ニッポン放送・NRN系列）
  - 特に木曜日の「ナインティナインのオールナイトニッポン」ではパーソナリティのナインティナインがきのこの山・たけのこの里のイメージキャラクターをつとめており、ラジオ版のCMもOAされていた。
- ライブオン!ジャニーズ少年隊→ライブオン!少年隊（ニッポン放送・STVラジオ・東海ラジオ・ABCラジオ・KBCラジオ）
- 明治ファンキートゥナイト バブルガム・ブラザーズのCLUBハッスル!（ニッポン放送）
- 中居正広のSome girl' SMAP（ニッポン放送ほか）
- JOGLISRUNNER'S VOICE（TOKYO FM）
- 木村拓哉のWhat's UP SMAP!（TOKYO FM系）
- 広末涼子のがんばらナイト（TOKYO FM）
- JFN時報（土曜・日曜の5:00 - 13:00に1時間交代で JFN系列）

## 協賛イベント
- 1986年まで、後楽園球場で行われていた読売巨人軍のセ・リーグ公式戦のスポンサーであり、“明治スイートシリーズ”と銘打たれて開催され、入場券にも記載されていた。またバックネット裏の正面入り口にも同名のゲートが設けられていた。しかし森永製菓も同球場の中堅に広告を出しライバルの牙をむいた。現在は女子プロゴルフトーナメント・Meijiチョコレートカップの特別協賛（2006年から）及び全国高等学校サッカー選手権大会の大会スポンサー、浦和レッドダイヤモンズのオフィシャルパートナーを務めており、後楽園球場の後継として設立された東京ドームにも広告を出している。

その他
- 東京ガールズコレクション
- 渋谷ガールズコレクション
- 渋谷コレクション
- フジテレビ主催イベント（O-daiba.com→お台場冒険王→お台場合衆国）
- M-1グランプリ（特別協賛、2009年 - 2010年）
- ルミネtheよしもと

など

## DVD「明治製菓CMコレクション」
新法人（明治、Meiji Seika ファルマ）移行から5ヶ月後の2011年9月7日、明治製菓のテレビCMを集めたコレクションDVD「明治製菓CMコレクション」が、キングレコードから発売された。「板チョコ篇」（73本収録・KIBF-903）、「チョコ・キャラメル・キャンディ篇」（82本収録・KIBF-904）、「スナック篇」（99本収録・KIBF-905）の3枚をリリース。また、この3枚を1つのセットにしたDVD-BOX（KIBF-9903/5）も発売された。
また前作より半年経って、新法人発足1周年を経た2012年4月11日には続編として「続・明治製菓CMコレクション」が前作同様キングレコードから発売。「小粒チョコ・キッズ・ガム篇」（103本収録・KIBF-973）、「ビスケット・ドリンク・食品・医薬品篇」（98本収録・KIBF-974）、「チョコ・キャラメル・キャンディ篇PART2」（103番収録・KIBF-975）の3枚をリリース。また、この3枚を1つのセットにしたDVD-BOX（KIBF-9973/5）も発売されている。